# 火口親幸
火口 親幸（ひぐち ちかゆき、1931年 - 2003年3月）は、日本のタップダンサー。

## 来歴
- 1931年（昭和6年） - 誕生
- 1950年（昭和25年） - 同志社大学入学
- 1952年（昭和27年） - 銀行への就職が内定していたが、『雨に唄えば』（ジーン・ケリー主演）を映画館で観て、タップダンスに魅了させられる。そして、銀行の内定を取り消して「自分もいつか映画に出てタップダンスを踊りたい。」という夢を持ってタップダンサーになる事を決める。
- 1954年（昭和29年） - 同大学卒業
- ブラック福田にタップダンスを学ぶ。
- ヴォードヴィルのダンサーとなり、米軍基地やナイトクラブなどでダンスを踊る。
- 1967年（昭和42年） - 息子の火口秀幸が誕生。
- 1974年（昭和49年） - この頃から秀幸にタップダンスを教える。
- 1991年（平成3年） - 映画出演の夢が叶わないまま、重度の糖尿病を患い入院し、ダンスが踊れなくなる。
- 2002年（平成14年） - 秀幸が北野武監督の『座頭市』に出演が決まる。
- 2003年（平成15年）3月 - 息子の映画出演の晴れ姿を見られないまま死去。71歳

## 紹介されたテレビ番組
- 2006年（平成18年） - 『超人ベストセレクション2006「頂点をめざせ」』（TBSテレビ）
- 2010年（平成22年）2月1日 - 『世界1のSHOWタイム』（日本テレビ）
  - 2月11日 - 『おもいッきりDON! 1155』（日本テレビ）
- 2013年
  - 12月30日 - 『世界に誇る50人の日本人 成功の遺伝史』（日本テレビ）

## 参考資料
- 『世界1のSHOWタイム』（日本テレビ）2010年2月1日放送